# Alfredo Rosenmaier

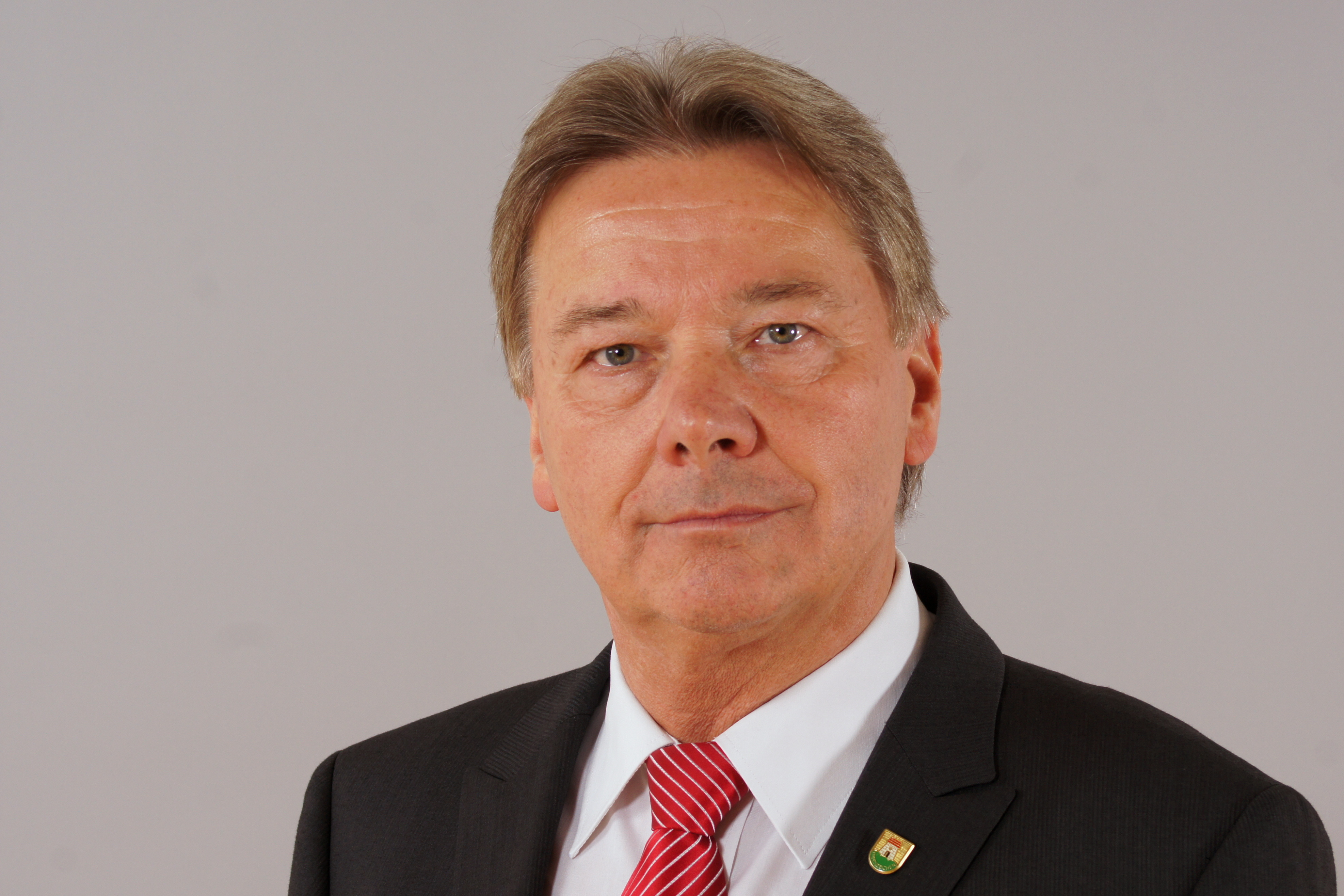
Alfredo Rosenmaier 2013

Alfredo Rosenmaier (* 24. Dezember 1950 in Wiener Neustadt) ist ein österreichischer Politiker (bis Juni 2023 SPÖ) und Bürgermeister von Ebenfurth. Rosenmaier war 2002/03 Mitglied des Bundesrates, von 2003 bis März 2023 Abgeordneter zum Landtag von Niederösterreich und von 2008 bis 2013 ebendort Dritter Präsident. Von 2013 bis 2018 war er Klubobmann seiner Partei im niederösterreichischen Landtag.

## Leben
Rosenmaier besuchte die Volks- und Hauptschule in Pottendorf und zwei Jahre eine HTL. Er erlernte in der Folge den Beruf des Mess- und Regeltechnikers, besuchte die Berufsschule Stockerau und nach der Facharbeiterprüfung die Werkmeisterschule in Wiener Neustadt. Von 1966 bis 2001 war Rosenmaier bei Semperit in Traiskirchen als Strahlenschutzbeauftragter sowie Mess- und Regeltechniker und ab 1990 in leitender Position tätig.
Rosenmaier lebt in Ebenfurth, ist verheiratet und Vater zweier Töchter und eines Sohnes. 

## Politik
Rosenmaier wurde 1980 in den Gemeinderat der Stadtgemeinde Ebenfurth gewählt und hatte ab 1985 das Amt eines Stadtrates inne. Seit 1996 ist er Bürgermeister und GVV-Obmann im Bezirk Wiener Neustadt. Er vertrat die SPÖ vom 9. Jänner 2002 bis zum 23. April 2003 im Bundesrat und wurde am 24. April 2003 als Abgeordneter zum niederösterreichischen Landtag angelobt. Am 14. April 2008 übernahm er zudem das Amt des Dritten Landtagspräsidenten, am 24. April 2013 wechselte er auf die Position des SPÖ-Klubobmanns. In dieser Funktion folgte ihm im März 2018 der bisherige Landesgeschäftsführer Reinhard Hundsmüller nach.
Nach der Wahl von Andreas Babler zum SPÖ-Bundesparteivorsitzenden im Zuge der SPÖ-Mitgliederbefragung 2023 stellte Rosenmaier seine SPÖ-Mitgliedschaft ruhend, weil sich Babler zum Marxismus bekannt hatte.

## Auszeichnungen
- 2017: Silbernes Komturkreuz mit dem Stern des Ehrenzeichens für Verdienste um das Bundesland Niederösterreich